# Ginger Baker's Air Force
I Ginger Baker's Air Force sono stati un gruppo fusion inglese, fondato nel 1970 dall'ex batterista dei Cream Ginger Baker.

## Storia
La band, formatasi nel 1970, pubblico già nel marzo dello stesso anno l'album eponimo, la cui copertina apribile dell'LP è left-oriented, cioè  il disegno della  parte anteriore era su quello che tradizionalmente sarebbe stato considerato il retro e viceversa.
La band pubblicò due album, entrambi nel 1970: Ginger Baker's Air Force e Ginger Baker's Air Force 2. Il secondo album coinvolgeva musicisti per lo più diverso dal primo, con Ginger Baker e Graham Bond che erano le principali costanti tra gli album.
La band  suonò anche un set allo stadio di Wembley (originale) il 19 aprile 1970, durante l'inizio del Rally di Coppa del Mondo, che andò da Londra a Città del Messico. Suonarono anche all'Hollywood Music Festival tenutosi a Leycett, il 24 maggio 1970.
Il gruppo si sciolse definitivamente nel 1971. nel corso degli anni si sono succedute varie voci di reunion, mai concretizzatasi (eccetto 2 concerto nel 2015). Ginger Baker morì poi nel 2019.

## Discografia

### Album in studio
- 1970 - Ginger Baker's Air Force
- 1971 - Ginger Baker's Air Force 2

## Formazione

### Originale
- Denny Laine – voce, chitarra
- Steve Winwood – chitarra
- Graham Bond – tastiera
- Ric Grech – basso
- Chris Wood – flauto
- Ginger Baker – batteria
- Remy Kebaba - batteria

### altri ex membri
- Aliki Ashman - voce
- Phil Seamen - batteria
- Kenny Craddock - chitarra
- Alan White - batteria